# Hallen, Alingsås kommun
Hallen är en småort i Hemsjö socken i Alingsås kommun i Västra Götalands län. Från 2020 avgränsar SCB här en småort.